# Bieniewo-Parcela
Bieniewo-Parcela [bjɛˈɲɛvɔ parˈt͡sɛla] est un village polonais de la gmina de Błonie situé dans le powiat de Varsovie-ouest et dans la voïvodie de Mazovie, dans le centre-est de la Pologne.